# أرفخشذ
أرفخشذ هو أحد أبناء سام بن النبي نوح عليه السلام الخمسة، عاش 430 عاما واوصى إبنه شالخ قبل وفاته وفي عهده كثرت الجبابرة.

## إخوته
- إرم
- عيلام
- آشور
- لاود

## أبناؤه ونسله
ولد لأرفخشذ بن سام بن نوح 
1. أرفخشذ أو أرفكشاد
2. قينان
3. شالخ
4. عابر ، ولا علاقة له بالعبريين ، لانهم لقبوا بهذا الاسم لعبورهم صحراء سيناء بعد آلاف السنين من شالخ وعابر وهود
5. هود أو أنه هو نفسه عابر بن شالخ ، بعث لقوم عاد وانه لقب بعابر لأنه وبعد كارثة عاد ، وتحول الجنان إلى صحراء قاحلة ، بدأ يعبر الصحراء بحثا عن المطر متعربا فيها في جميع الاتجاهات حتى استقر ابنه قحطان في جنان اليمن ، فكان عابر ( هود ) أول عربي يعيش حياة العربة بتجواله وعبوره اطراف الصحراء
6. قحطان الذي هو أبو العرب العاربة.
7. فالخ.
8. إبراهيم
9. إسماعيل جد عدنان، الذي هو أبو العرب العدنانية
10. بني اسرائيل